# Sông Đồng Nai

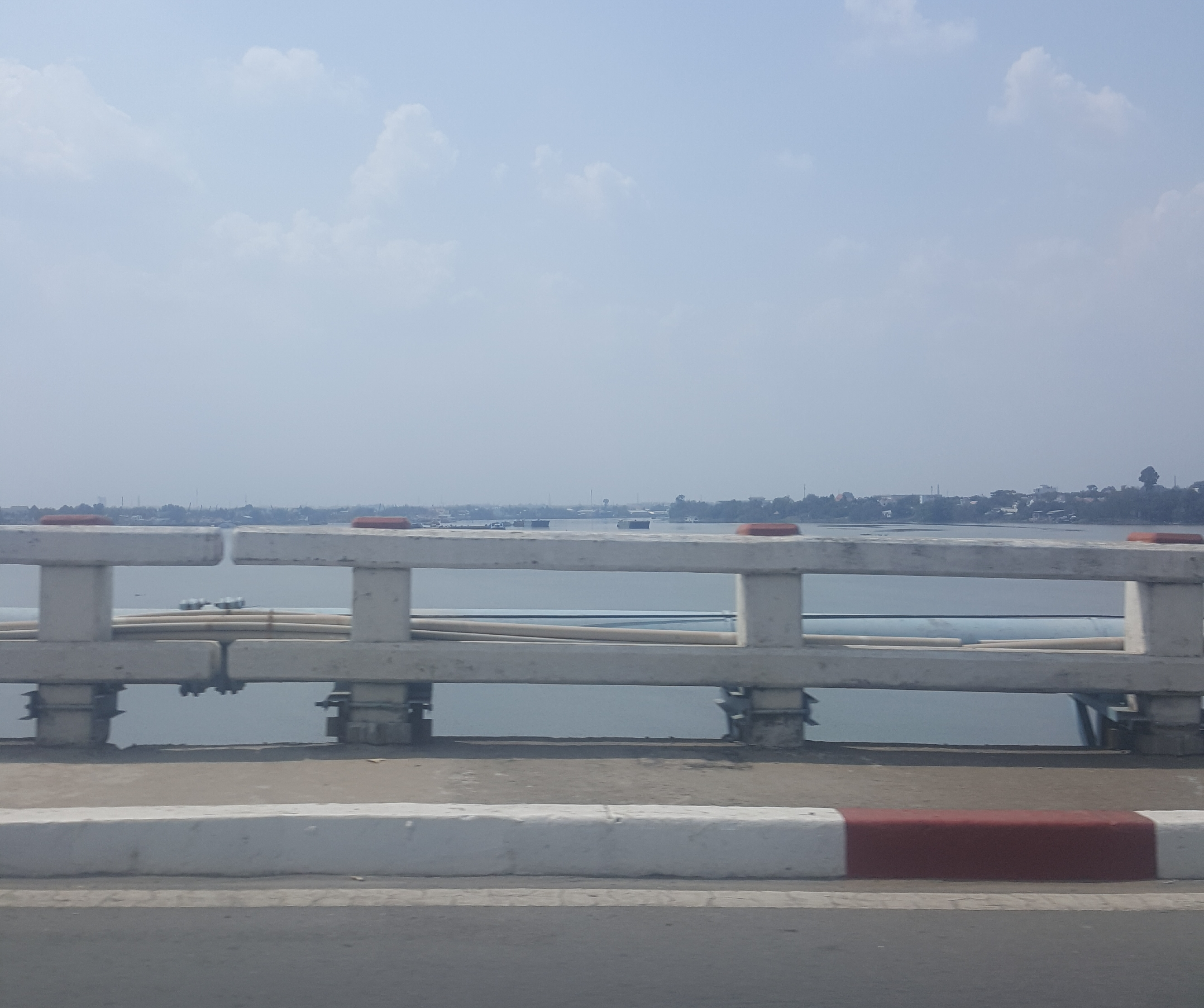
Sông Đồng Nai hướng về thủy điện Trị An và hồ Trị An trên cầu Hóa An cũ

Sông Đồng Nai là con sông nội địa dài nhất Việt Nam, lớn thứ 2 Nam Bộ về lưu vực, chỉ sau sông Cửu Long. Sông Đồng Nai chảy qua các tỉnh Lâm Đồng, Đắk Nông, Bình Phước, Đồng Nai, Bình Dương, Thành phố Hồ Chí Minh với chiều dài 586 km và lưu vực 38.600 km².

## Tên gọi
Đồng Nai nguyên tên phiên âm tiếng Khmer là "Nông-nại". Đây là vùng đất Phù Nam người Việt vào khai phá trước tiên.
Theo sách cổ Gia Định thành thông chí của Trịnh Hoài Đức thì sông còn có tên là "sông Phước Long" vì gọi tên theo phủ Phước Long cũ.

## Dòng chảy

### Dòng chính

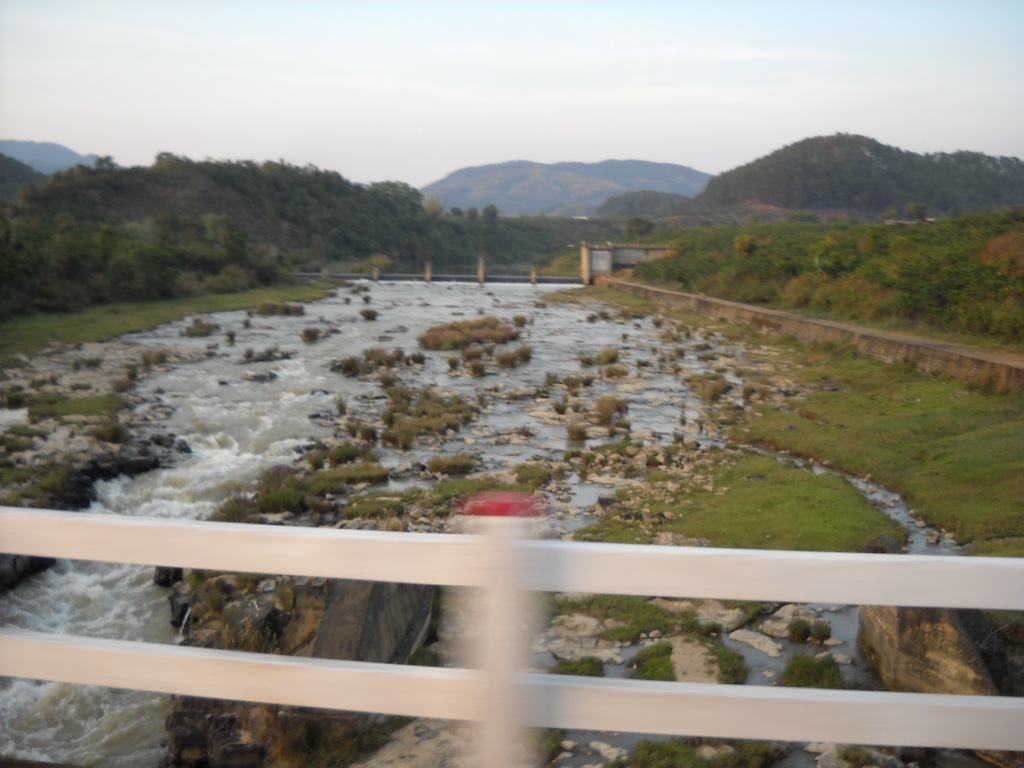
Sông Đa Dung, đoạn chảy qua Lâm Hà, Lâm Đồng - là thượng nguồn của sông Đồng Nai xuất phát từ cao nguyên Lâm Viên

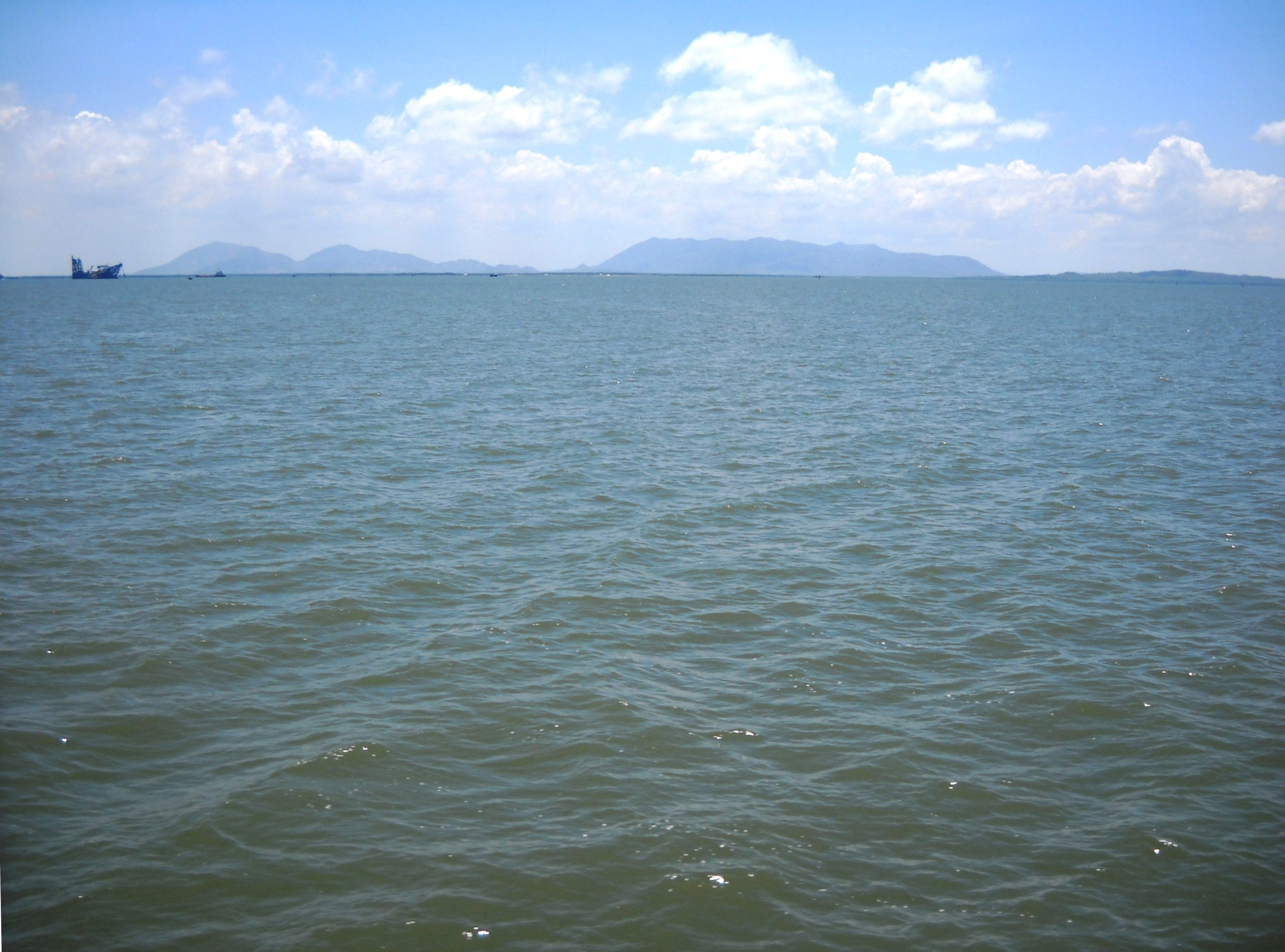
Vịnh Gành Rái, Cần Giờ, Thành phố Hồ Chí Minh là nơi sông Lòng Tàu - một trong những chi lưu của sông Đồng Nai đổ ra biển Đông

Sông Đồng Nai bắt đầu từ vị trí giao nhau của Sông Đa Dung (Đạ Dâng) và Sông Đa Nhim tại vị trí nhà máy thủy điện Đạ Dâng 2 (huyện Đức Trọng, tỉnh Lâm Đồng). Sông chảy qua các tỉnh Lâm Đồng, Đắk Nông, Bình Phước, Đồng Nai, Bình Dương, Thành phố Hồ Chí Minh với chiều dài trên 487 km và lưu vực 38.600 km², nếu tính từ đầu nguồn sông Đa Dâng thì dài 586 km còn nếu tính từ điểm hợp lưu với sông Đa Nhim phía dưới thác Pongour thì dài 487 km. Sông Đồng Nai đổ vào biển Đông tại khu vực huyện Cần Giờ.
Dòng chính sông Đồng Nai ở thượng nguồn còn gọi là sông Đa Dâng. Sông bắt nguồn từ cao nguyên Lâm Viên, uốn khúc theo chảy theo hướng Đông Bắc - Tây Nam vượt khỏi miền núi ra đến bình nguyên ở Tà Lài (huyện Tân Phú, tỉnh Đồng Nai). Sông là ranh giới tự nhiên giữa Đăk R'Lấp (Đắk Nông) và Bảo Lâm - Cát Tiên (Lâm Đồng), giữa Đạ Huoai và Bù Đăng (Bình Phước) - Tân Phú, giữa Tân Phú và Đạ Huoai.
Sau khi gặp sông Bé, sông Đồng Nai thành ranh giới tự nhiên giữa Đồng Nai (Vĩnh Cửu) ở tả ngạn - phía Đông và Bình Dương (Tân Uyên) ở hữu ngạn - phía Tây. Đến phường Uyên Hưng thành phố Tân Uyên tỉnh Bình Dương thì sông Đồng Nai chảy theo hướng Bắc - Nam ôm lấy cù lao Tân Uyên và Cù Lao Phố. Cù Lao Phố trên sông Đồng Nai là nơi phát triển sầm uất của cộng đồng người Minh Hương trước khi vùng đất này trở thành đơn vị hành chính chính thức của Đàng Trong năm 1698.
Sông Đồng Nai chảy qua thành phố Biên Hòa, rồi chảy dọc theo ranh giới giữa Đồng Nai (Long Thành, Nhơn Trạch) và Thành phố Hồ Chí Minh (Thủ Đức, Quận 7, Nhà Bè, Cần Giờ), giữa Bà Rịa - Vũng Tàu (Phú Mỹ) và Thành phố Hồ Chí Minh (Cần Giờ).
Dòng chính sông Đồng Nai ở hạ lưu, đoạn từ chỗ sông Sài Gòn hợp lưu đến chỗ phân lưu thành Soài Rạp và Lòng Tàu, thường gọi là sông Nhà Bè. Sách xưa gọi sông này là "Phước Bình".

### Phụ lưu
Các phụ lưu chính của nó gồm sông Đa Nhim, sông Bé, sông La Ngà, sông Sài Gòn, sông Đa Hoai và sông Vàm Cỏ.
Sông Đa Nhim, góp nước vào sông Đồng Nai ở Đại Ninh. Ở khoảng hợp lưu với sông Bé thì có thủy điện Trị An chắn dòng sông, tạo nên hồ nước nhân tạo lớn nhất miền Nam, tức hồ Trị An cung cấp nước cho nhà máy thủy điện Trị An. Hồ Trị An cũng là nơi sông La Ngà từ triền núi phía Nam cao nguyên Di Linh dồn nước về.
Sông chảy qua thành phố Biên Hòa và đến Nhà Bè thì có thêm phụ lưu là sông Sài Gòn. Vì vậy ca dao có câu:
Nhà Bè nước chảy chia hai
Ai về Gia Định, Đồng Nai thì về...
Gia Định là rẽ theo sông Sài Gòn lên phía Tây Ninh, còn Đồng Nai là theo dòng sông lên Biên Hòa.
Sông Đồng Nai hòa với nước của sông Vàm Cỏ từ Long An đổ về trước khi chảy ra biển Đông.

### Phân lưu
2 phân lưu chính của sông Đồng Nai là:
- Sông Soài Rạp đổ vào vịnh Soài Rạp tại cửa Soài Rạp (rộng 2 – 3 km, sâu 6 – 8 m) ở huyện Cần Giờ
- Sông Lòng Tàu (sâu 15 – 20 m) đổ vào vịnh Gành Rái. Sông Lòng Tàu lại chia thành 2 nhánh là sông Đồng Tranh và sông Ngã Bảy.

## Các công trình thủy điện và thủy lợi
Các công trình lớn trong lưu vực sông Đồng Nai:
- Trên dòng chính sông Đồng Nai: Thủy điện Trị An, Đồng Nai 2, Đồng Nai 3, Đồng Nai 4, Đồng Nai 5, Đồng Nai 6 (dự án), Đồng Nai 6A (dự án).[4] Dự án Đồng Nai 6 và 6A đang có những vấn đề gây tranh cãi vì nó có thể sẽ gây tác động rất lớn đến vấn đề đa dạng sinh học của khu vực Vườn Quốc gia Cát Tiên.[5]
- Sông Bé: Thủy điện Thác Mơ, thủy điện Cần Đơn.
- Sông Sài Gòn: Hồ Dầu Tiếng
- Thủy điện Đa Nhim trên sông Đa Nhim có công suất 160 MW [4]
- Thủy điện Đại Ninh công suất thiết kế 300 MW [4]
- Sông La Ngà: Thủy điện Hàm Thuận - Đa Mi tổng công suất gần 300 MW

## Các công trình giao thông
Sông Đồng Nai có một số cảng lớn như cảng Cát Lái, cảng Bình Dương. Đường sắt và Quốc lộ 1 vượt sông này qua cầu Đồng Nai ở Biên Hòa.
Các cây cầu vượt sông:

### Sông Đa Dung
- Cầu Suối Vàng, Lạc Dương, Lâm Đồng, trên tỉnh lộ 722
- Cầu tại xã Lát, Lạc Dương, Lâm Đồng
- Cầu thủy điện Đa Dâng, huyện Lạc Dương, tỉnh Lâm Đồng
- Cầu Đạ Đờn, Lâm Hà, Lâm Đồng, trên quốc lộ 27
- Cầu Máng, nối xã Tân Văn với xã Đạ Đớn, Lâm Hà, Lâm Đồng
- Cầu nối thị trấn Đinh Văn - xã Tân Văn, Lâm Hà, Lâm Đồng, trên tỉnh lộ 725
- Cầu Khỉ và cầu Kinh nối xã Tân Hà, Lâm Hà với xã Tân Thành, Đức Trọng, Lâm Đồng

### Sông Đa Nhim
- Cầu Liêng Trưk, xã Đạ Chais, huyện Lạc Dương, Lâm Đồng, trên quốc lộ 27C
- Cầu xã Lạc Xuân, huyện Đơn Dương, Lâm Đồng
- Cầu D'Ran, thị trấn D'Ran, huyện Đơn Dương, Lâm Đồng trên quốc lộ 27
- Cầu nối xã Lạc Lâm với xã Ka Đô, huyện Đơn Dương, Lâm Đồng
- Cầu phà 14, nối thị trấn Thạnh Mỹ với xã Quảng Lập, huyện Đơn Dương, Lâm Đồng
- Cầu Ông Thiều, huyện Đơn Dương, Lâm Đồng
- Cầu nối xã Hiệp Thạnh, huyện Đức Trọng với xã Tu Tra, huyện Đơn Dương, Lâm Đồng
- Cầu thị trấn Liên Nghĩa, Đức Trọng, Lâm Đồng
- Cầu Phú Hội, Đức Trọng, Lâm Đồng
- Cầu Đại Ninh, Đức Trọng, Lâm Đồng trên quốc lộ 20

- Cầu nối xã Đan Phượng, Lâm Hà với xã Ninh Gia, Đức Trọng, Lâm Đồng
- Cầu trên thủy điện Đồng Nai 2, Lâm Đồng
- Cầu nối xã Tân Lâm, Di Linh với xã Tân Thanh, Lâm Hà, Lâm Đồng
- Cầu qua hồ Tà Đùng, huyện Di Linh - Lâm Hà, Lâm Đồng trên quốc lộ 28
- Cầu thủy điện Đồng Nai 3, Đắk Nông - Lâm Đồng
- Cầu Đồng Nai 4, Lâm Đồng -Đắk Nông
- Cầu thủy điện Đồng Nai 5, huyện Bảo Lâm, Lâm Đồng - huyện Đắk R'lấp, tỉnh Đắk Nông
- Cầu Phước Cát, Bù Đăng, Bình Phước - Cát Tiên, Lâm Đồng
- Cầu Đắc Lua, Tân Phú, Đồng Nai - Cát Tiên, Lâm Đồng (đã khởi công)
- Cầu treo Tà Lài, huyện Tân Phú, Đồng Nai
- Cầu La Ngà, trên hồ Trị An, huyện Định Quán, Đồng Nai, trên quốc lộ 20
- Cầu Chiến khu D, trên hồ Trị An, huyện Vĩnh Cửu, Đồng Nai
- Cầu Thủ Biên, Bình Dương - Đồng Nai
- Cầu Bạch Đằng, Bình Dương
- Cầu Thạnh Hội, Bình Dương
- Cầu Hóa An, Đồng Nai
- Cầu Rạch Cát, Đồng Nai
- Cầu Hiệp Hòa, Đồng Nai
- Cầu Ghềnh, Đồng Nai
- Cầu Bửu Hòa, Đồng Nai
- Cầu An Hảo, Đồng Nai
- Cầu Đồng Nai, Thành phố Hồ Chí Minh - Đồng Nai
- Cầu Đồng Nai 2, Thành phố Hồ Chí Minh - Đồng Nai
- Cầu Long Thành, Thành phố Hồ Chí Minh - Đồng Nai
- Cầu Đại Phước, Nhơn Trạch, Đồng Nai
- Cầu Cát Lái, Thành phố Hồ Chí Minh - Đồng Nai (dự án)
- Cầu Cần Giờ, Thành phố Hồ Chí Minh (dự án)
- Cầu Bình Khánh, Thành phố Hồ Chí Minh (đã khởi công)
- Cầu Phước Khánh, Thành phố Hồ Chí Minh - Đồng Nai (đã khởi công)